# Smog (1973)
Smog ist ein gesellschaftskritischer deutscher Film über eine fiktive Smogkatastrophe im Ruhrgebiet nach dem Drehbuch von Wolfgang Menge und unter der Regie von Wolfgang Petersen aus dem Jahr 1973. Er wurde zunächst ausschließlich für das Fernsehen produziert. Manche Zuschauer hielten die Pseudo-Doku für real und riefen während der Ausstrahlung am 15. April 1973 besorgt beim Westdeutschen Fernsehen an.

## Handlung
Ruhrgebiet, Tag 1: Wie jeden Tag verpackt Elvira Rykalla für ihren Mann das Frühstück, wie jeden Tag reinigt er die verschmutzten Scheiben seines Wagens vom Dreckfilm, der sich über Nacht gebildet hat, um dann zur Arbeit zu fahren. Ihr wenige Monate altes Kind ist unruhig und weint viel. Der Arzt vermutet eine Erkältung. Messstationen melden jedoch eine Schwefeldioxid-Konzentration von über 1 mg/m³, sodass Smogwarnstufe 1 ausgerufen wird. Damit sind zunächst Empfehlungen verbunden, jedoch keine verbindlichen Auflagen für Industrie, Verkehr oder Privathaushalte. Das Leben geht seine gewohnten Bahnen. Herr Grobeck, Direktor des fiktiven Industriekonzerns Globag, lässt sich wie jeden Tag von seinem Chauffeur zur Arbeit fahren, und abends findet ein Fußballspiel des MSV Duisburg statt. Als mehrere Fußballer (namentlich wird Bernard Dietz erwähnt, der als erster zusammenbricht und vom Platz getragen wird) auf dem Platz mit Atemnot zusammenbrechen, wird das Spiel trotz Anraten des Arztes nicht abgebrochen. Die mit dem PKW abreisenden Fußballfans sollen aber erst nach und nach losfahren, um die Luftbelastung zu entzerren.
Am Tag 2 hat sich die Lage verschärft. Die Schwefeldioxid-Werte sind in bestimmten Zonen des Ruhrgebiets auf über 2 mg/m³ gestiegen. Die Nachrichten berichten vom Smog im Ruhrgebiet, der sich vor allem aus einer ungünstigen Inversionswetterlage ergebe. Es fehlt an Wind, um die Abgase aus den Städten im Ruhrgebiet zu transportieren. Der Smogwarndienstausschuss in Düsseldorf ruft schließlich Smogwarnstufe 2 aus, nachdem zuvor noch über eine Aufhebung der Smogwarnstufe 1 spekuliert worden war. Stufe 2 verbietet eine Benutzung von privaten PKW im betroffenen Gebiet. Umleitungen um die Sperrzone Essen werden eingerichtet und das nun folgende Verkehrschaos fordert erste Todesopfer. Es wird spekuliert, dass die Todesursache teilweise auf den Smog zurückzuführen ist, auch wenn Panik vermieden werden soll. Vor den Globag-Werken kommt es zu Protesten, wurde mit dem Werk doch eine letzte grüne Zone im Ruhrgebiet bebaut. Herr Grobeck warnt die Personen der Messstationen vor den Konsequenzen, die mögliche Falschmessungen der Werte für sie haben könnten. Er will verhindern, dass sein Werk die Produktion einstellen muss.
Am dritten Tag stehen die Räder des Ruhrgebiets still und die Straßen sind weitgehend leer, allerdings wird an den Sperrzonen von uneinsichtigen Autofahrern auch immer wieder mit der Polizei diskutiert. Lediglich die Autobahnen um die Sperrgebiete sind verstopft. Immer wieder kommt es zu Unfällen, aber auch Schwerverletzten und Toten, die nur mühsam abtransportiert werden können. Die Krankenhäuser sind von Menschen mit Atemwegsbeschwerden überlaufen. Ein Filmstudio muss seine Dreharbeiten unterbrechen, weil die überlasteten Krankenhäuser das Atelier als Notlazarett brauchen. Bei Globag engagiert sich die Werksleitung im Disput mit Demonstranten, der teilweise vor laufender Kamera ausgetragen wird. Die Stimmung ist auf beiden Seiten gereizt. Elvira Rykalla lässt unterdessen der Gesundheitszustand ihres Babys keine Ruhe und sie sucht ein Krankenhaus auf. Erst wird sie abgewiesen, kann dann aber doch bleiben. Hier wird das Kind von einem zur Unterstützung dazugezogenen Bundeswehr-Oberstabsarzt untersucht und eine Atemwegserkrankung festgestellt – ob aufgrund einer typischen Kinderkrankheit oder aufgrund des Smogs, lässt sich nicht feststellen.
Am vierten Tag sind die Zeitungen mit Todesanzeigen überfüllt, die achtmal so viel Platz wie üblich einnehmen. Der gesamte Stadtbezirk Essen ist immer noch Sperrgebiet, doch können die Wissenschaftler Entwarnung geben und der Krisenstab sieht ein baldiges Ende der Maßnahmen, verändere sich die Wetterlage doch. Tatsächlich frischt es auf und Wind setzt ein. Die Schwefeldioxid-Konzentration sinkt in kürzester Zeit rapide, sodass die Politiker die Smogwarnstufe 2 aufheben können. Ein Fazit der Tage lässt sich von den zufriedenen Entscheidungsträgern nur schwer fassen. Weder kann die genaue Anzahl der Toten bestimmt werden – sicher ist nur, dass sie im Gegensatz zur Smog-Katastrophe in London 1952 verschwindend gering ist – noch kann zu dem Zeitpunkt über bestimmtes Versagen bei der Reaktion auf die Smog-Angelegenheit gesprochen werden. Das Leben geht weiter, mit Autoschlangen, rauchenden Schornsteinen und die Luft verschmutzenden Flugzeugen. Nur Familie Rykalla hat Einschneidendes zu verarbeiten: Ihr Baby ist an den Folgen der Atemwegserkrankung gestorben.

## Hintergrund
Gedreht wurde von Mitte Oktober bis Mitte Dezember 1972 in den Studios des WDR in Köln. Die Außenaufnahmen entstanden in Essen, Oberhausen, Gelsenkirchen, im Duisburger Norden rund um die Werke von Thyssen (Stadtteile Beeck, Marxloh, Gegend des ehemaligen Stadtteils Alsum), in Düsseldorf, Köln und am Flughafen Köln-Bonn. Das im Film „Globag“ genannte Unternehmen weist gewisse Parallelen zu Thyssen auf.
Bereits im Vorfeld der Ausstrahlung gab es Proteste von Seiten der Industrie und der Kommunen. Dem Film wurde eine industriefeindliche Tendenz unterstellt, nordrhein-westfälische Kommunal- und Landespolitiker sorgten sich um die öffentliche Wahrnehmung der Region und fürchteten einen Imageschaden. Drei CDU-Landtagsabgeordnete forderten gar in einer Kleinen Anfrage Maßnahmen gegen den „schweren Rückschlag“ für die „Attraktivierung des Ruhrreviers“, dies wurde als „verfassungsrechtlich unzulässige Vorzensur“ abgelehnt. Nach einer Pressevorführung durch den WDR fiel das Medienecho jedoch einhellig positiv aus.
Smog erschien 2008 zusammen mit Anna und Totò sowie 2009 zusammen mit Das Millionenspiel auf DVD.

## Kritiken
Die Neue Zürcher Zeitung schrieb, dass Autor und Regisseur die Ausdrucksmittel des Fernsehens im Film „in doppelter Weise einsetz[en], als direktes Vehikel für die Information und als Elemente der dramaturgischen Gestaltung eines Films. So dass – formal – die faszinierende Wirkung entsteht, dass der Film über die Smogkatastrophe zugleich ein Film über das Fernsehen ist, das, indem es über den Verlauf informiert, diesen auch darstellt.“ Die filmzentrale schrieb, dass Regisseur und Drehbuchautor in Smog ein „wichtiges Stück Zeitgeschichte“ geschaffen hätten und der Film im Stil einer Dokumentation gehalten sei. Dabei hätten sie „bloßgestellt, wie ein Konglomerat aus Behörden, Industrie und Medien dafür sorgte, dass dieser Prozess der Gegenaufklärung zumindest für eine gewisse Zeit wirken konnte. Auch heute noch ist ‚Smog‘ ein sehenswertes Horrorszenario, das von seiner Aktualität in Bezug auf das staatliche ‚Verarbeiten‘ tiefgreifender gesellschaftlicher Krisen nichts verloren hat.“
Im Lexikon des Science Fiction Films heißt es: „‚Smog‘ ist sicher eine der besten Produktionen der deutschen Fernsehgeschichte.“

## Auszeichnungen
Wolfgang Menge wurde 1973 mit dem Fernsehfilmpreis der Deutschen Akademie der Darstellenden Künste für das Drehbuch von Smog ausgezeichnet.